# Roy London
Pour les articles homonymes, voir London.
Roy London est un acteur, réalisateur, scénariste, professeur et entraîneur de théâtre américain né le 3 mars 1943 à New York et décédé le 8 août 1993 à Los Angeles en Californie.

## Biographie

### Jeunesse
Roy London est né et grandit dans le quartier de Manhattan du Upper West Side à New York. Prodige des mathématiques à l'âge de cinq ans, il participe à l'émission radiophonique Quiz Kids et étudie à l’école élémentaire du Hunter College à New York. En 1948, l’école est présentée dans le magazine Life  et montre le petit Roy en train de raconter une histoire saisissante de mort, de transfiguration et de mariage impliquant Mickey Mouse et Donald Duck de Walt Disney. Pour sortir diplômé à 20 ans de l'Antioch College à Yellow Springs en Ohio, il écrit un article qui combine des concepts mathématiques et des préceptes du théâtre.

### Comédie
À son retour à New York, en 1963, il trouve immédiatement du travail à la fois à Broadway et sur la scène naissante du Off-Broadway. Il étudie la comédie au studio d'Herbert Berghof avec Uta Hagen et devient membre à part entière du théâtre avant-gardiste de Joseph Chaiken, l’Open Theatre. À cette époque, Roy London vit avec le dramaturge lauréat du prix Pulitzer, Lanford Wilson.
À la fin des années 1970, alors qu'il est en tournée avec Lynn Redgrave et se produit sur scène au Huntington Hartford Theatre à Los Angeles, il décide de rester à Hollywood. En tant qu'acteur, il apparaît à la télévision dans des programmes aussi variés que le segment des scénaristes américain sur WNET à propos de L'Attrape-cœurs (Roy London est le seul acteur à avoir incarner Holden Caulfield avec l'approbation de J. D. Salinger), que le soap opera de l'après-midi The Edge of Night où il est populaire comme voyeur pendant plusieurs saisons. Dans les publicités, Roy London est un homme à tout faire, interprétant l'un des astronautes de Tang, l'homme qui se rase avec un Williams Lectric, la mascotte de Western Auto, et d'innombrables autres. Il apparaît dans de nombreuses séries télévisées, notamment dans Falcon Crest, Capitaine Furillo, Newhart, Momma's Place et Fatal Vision. Au cinéma il apparaît dans The Magic Garden of Stanley Sweetheart, dans Hardcore de Paul Schrader, dans Zabriskie Point de Michelangelo Antonioni ou encore dans Le Sang du châtiment de William Friedkin.

### Écriture
Roy London est membre original et dramaturge résident du Circle Repertory Company à Greenwich Village. Il remporte un Peabody Award pour une pièce radiophonique et publie trois ouvrages de pièces de théâtre chez Dramatists Play Service. En plus, il reçoit une bourse de recherche en création littéraire de la part de la National Endowment for the Arts et une bourse de l'État de New York pour la création littéraire.
Roy London écrit également pour la télévision, notamment un film de deux heures pour NBC, California Gold Rush, il écrit plusieurs scénarios, dont celui de Tiger Warsaw avec Patrick Swayze et Piper Laurie.

### Réalisation
Roy London débute en tant que réalisateur pour la télévision avec des épisodes du Garry Shandling's Show sur Showtime. Il réalise par la suite des épisodes de la série de Garry Shandling sur HBO, The Larry Sanders Show, pour lesquels il reçoit une nomination aux CableACE Awards. En 1992, il réalise son premier long métrage, Hit Man, un tueur avec Forest Whitaker, Sherilyn Fenn, Sharon Stone et Lois Chiles.

### Enseignement et entraînement
Dans les quinze dernières années de sa vie il devient le premier professeur de comédie à Hollywood. Il est cité comme ayant été une nouvelle influence profonde sur le cinéma. Il enseigne à plus de deux cent cinquante acteurs par semaine et en entraîne beaucoup d'autres en privé. En plus de préparer les performances de ses clients, Roy London est régulièrement sollicité pour développer et façonneur leurs projets. Sa connaissance de l'écriture, combinée à son expérience de plus de 150 rôles à Broadway, Off-Broadway, Royal Shakespeare Company, au cinéma et à la télévision, l'amène à découvrir comment aider les acteurs à révéler leur matériel de manière dynamique conduisant à des performances existantes. Synthétisant les techniques de nombreuses écoles de théâtre, en mettant l'accent sur les résultats, il n'avait aucune tolérance pour le psychobabble, sa réputation s'est épanouie.
Les cours de Roy London commencent dans son salon et se propagent de bouche à oreille. En 1984, il déménage dans son propre studio, mais n'a jamais mis de pancarte sur la porte, indiqué de numéro de téléphone, annoncé les cours ni fait de la publicité pour son enseignement. Ses étudiant, qui le remercient aux Oscars, aux Golden Globes, aux MTV Movie & TV Awards et bien d'autres, ainsi que dans d'innombrable journaux, magazines et autobiographiques, se souviennent de lui avec émotion.

### Vie privée
Le partenaire de vie de Roy London au travail et dans la vie au cours de ses dix dernières années est Tim Healey. Ils ont une cérémonie d'engagement en 1988.
Roy London était à la moitié de la préproduction de son deuxième long métrage en tant que réalisateur, lorsqu'il est tombé malade et est décédé de complications dues au sida. Il est enterré dans un cimetière surplombant l'océan à Santa Barbara où il partageait une maison avec Tim Healey.

## Hommage
Un documentaire à propos de son travail, Special Thanks to Roy London, est diffusée en avant-première au Festival du film de Tribeca en 2005. Il présente des interviews de plus de cinquante de ses étudiants et amis, dont Sharon Stone, Sherilyn Fenn, Jeff Goldblum, Patrick Swayze, Patricia Arquette, Hank Azaria, Geena Davis, Famke Janssen, Garry Shandling, Lanford Wilson, Lois Chiles, Elizabeth Berkley, Drew Carey et Janel Moloney. Il est produit par Karen Montgomery et Christopher Monger.
Garry Shandling et Sharon Stone des amis de longue date et camarade de classe de Roy Lond, lui remettent le premier prix Roy London en 2007 pour ses efforts inlassables et son engagement indéfectibles dans la lutte contre le sida.

## Filmographie

### Acteur
- 1970 : The Edge of Night : Roger Castermore, le voyeur
- 1977 : Rosetti and Ryan : Barry Pearl (1 épisode)
- 1979 : Hardcore : Jim Rucker
- 1982 : House Calls : Kleinblatt (1 épisode)
- 1982 : Newhart : M. Carlson (1 épisode)
- 1982 : Capitaine Furillo : l'assistant du médecin légiste (2 épisodes)
- 1984 : Une intime conviction : Dr Thornton (2 épisodes)
- 1984 : Falcon Crest : Dr Walker (2 épisodes)
- 1986 : Class 89 : le professeur d'histoire
- 1986 : Jake Speed : Maurice
- 1987 : Le Sang du châtiment : Dr Paul Rudin

### Réalisateur
- 1989-1990 : It's Garry Shandling's Show (2 épisodes)
- 1991 : Hit Man, un tueur
- 1992-1993 : The Larry Sanders Show (2 épisodes)

### Scénariste
- 1981 : California Gold Rush
- 1988 : Tiger Warsaw